# WSF Puchar Świata 2008: Irkuck
WSF Puchar Świata 2008: Irkuck – pierwsze w 2008 r. zawody
siłaczy federacji World Strongmen Federation, z cyklu Pucharu Świata.
Data: 22 lutego 2008 r.

Miejsce: Irkuck  Rosja
WYNIKI ZAWODÓW:
| Miejsce | Zawodnik             | Kraj     | Punkty |
| ------- | -------------------- | -------- | ------ |
| 1.      | Mariusz Pudzianowski | Polska   |        |
| 2.      | Elbrus Nigmatullin   | Rosja    |        |
| 3.      | Stojan Todorczew     | Bułgaria |        |
| 4.      | Mark Felix           | Grenada  |        |
| 5.      | Dmitrij Kononiec     | Rosja    |        |
| 6.      | Rolands Gulbis       | Łotwa    |        |
| 7.      | Paweł Soroka         | Białoruś |        |
| 8.      | Tarmo Mitt           | Estonia  |        |
| 9.      | Antanas Abrutis      | Litwa    |        |